# Primitivi del dub
| Recensione | Giudizio |
| ---------- | -------- |
| Rumore     |          |

Primitivi del dub è un album di remix del gruppo musicale italiano Tre Allegri Ragazzi Morti, pubblicato il 14 dicembre 2010 da La Tempesta Dischi.

## Descrizione
Pubblicato a nove mesi di distanza da Primitivi del futuro, il disco è la riedizione remixata in chiave dub di quest'ultimo album, fatta dal collettivo Alambic Conspiracy, che fa riferimento alla figura di Paolo Baldini (B.R. Stylers, Africa Unite, Dub Sync), che si è già occupato del missaggio di Primitivi del futuro.
La pubblicazione dell'album è stata preceduta il 2 dicembre dalla distribuzione digitale dell'EP XL Dub Sessions in collaborazione con la rivista XL di Repubblica.

## Tracce
1. La dubbata delle ossa (feat. Andrew-I)
2. Childhood Dub
3. Righteous Dub
4. Re-Make Dub (Djibouti Session)
5. Moon Dub
6. Codalunga Space Echo Invaders Remix Dub
7. Gianni Boy Raw (feat. Rankin' Alpha)
8. Mina Dub
9. La cattedrale del dub (feat. Mama Marjas)
10. La rivolta dell'avvocato
11. Primitivi del dub